# 高村乡 (荥阳市)
高村乡，是中华人民共和国河南省郑州市荥阳市下辖的一个乡镇级行政单位。

## 行政区划
高村乡下辖以下地区：
高村、高村寺村、马寨村、油坊村、史坊村、马沟村、荆寨村、杜常村、张常村、韩常村、后圈村、司马村、前圈村、真村、吴村、官庄村、穆寨村、张村、周寨村、宋村、秦铺头村、陈铺头村、刘铺头村、牛口峪村、枣树沟村、官峪村、刘沟村、邙山村、安仁寨村和李山村。

## 考古
官庄遗址：位于高村乡官庄村西、北，是一座完整的西周至春秋中期的城市遗址，建于约公元前800年。2017-2018年发现了两枚青铜布币和60多个用于铸币的陶范，是世界最古老铸币作坊。